# Hassan Abbassifar
Hassan Abbassifar (en persan : حسن عباسی‌فر ; né le 11 août 1972 à Chiraz, en Iran) est un grand maître international d'échecs et membre de l'équipe nationale d'échecs de la République islamique d'Iran.

## Palmarès
Hassan Abbassifar est le premier grand maître international de Chiraz et de la province de Fars, dont il remporte le championnat d'échecs 1990 et 1991. En 1994, il parvient à atteindre la finale du championnat national, ce qui lui permet de se qualifier en tant que membre de l'équipe nationale iranienne d'échecs aux olympiades mondiales en Russie. En 1994-95, il prend la deuxième place du championnat national semi-rapide.
Lors de la saison 1999-2000, il bat les meilleurs joueurs du championnat iranien pour l'emporter avec une différence de 1,5 point sur son dauphin. La même année, il participe au championnat du monde étudiant aux Pays-Bas et remporte la médaille d'or pour sa prestation personnelle à son échiquier alors qu'il joue pour l'équipe nationale lors des jeux asiatiques en Chine.
En 2001, il est de nouveau finaliste du championnat iranien ce qui lui permet d'être sélectionné pour l'olympiade. A nouveau sacré champion étudiant des échecs, il participe au championnat mondial des étudiants en Malaisie. Il est sacré champion. 

## Autres activités échiquéennes
Hassan Abbassifar entraîne l'équipe nationale iranienne des jeunes lors de tournois internationaux en Turquie et en Inde et aux Jeux asiatiques à Singapour. Il dirige la fédération des échecs de la province de Fars pendant huit ans, province dont il a créé la première école d'échecs. Hassan Abbassifar est aussi l'auteur de plusieurs livres sur les échecs.

## Titres internationaux
Hassan Abbassifar est maître FIDE en 2005. En 2011, il obtient toutes ses normes de maître international. En 2013, il devient Grand maître international, devenant ainsi le neuvième Iranien à obtenir ce titre. 